# Phalaris
- Commons
- Wikispecies

Phalaris L. é um género botânico pertencente à família Poaceae.
Na classificação taxonômica de Jussieu (1789), Phalaris é o nome de um gênero botânico,  ordem Gramineae,  classe Monocotyledones com estames hipogínicos.

## Sinonímia
| - Baldingera P. Gaertn. , B. Mey. et Scherb. - Phalaroides Wolf - Typhoides Moench | - Digraphis Trin. - Endallex Raf. - Phalaridantha St.-Lag. |

## Espécies
| - Phalaris amethystina - Phalaris angusta - Phalaris aquatica - Phalaris arundinacea - Phalaris brachystachys - Phalaris californica - Phalaris canariensis - Phalaris caroliniana | - Phalaris coerulescens - Phalaris commutata - Phalaris elongata - Phalaris lemmonii - Phalaris minor - Phalaris paradoxa - Phalaris platensis - Phalaris truncata |

## Classificação do gênero
| Sistema | Classificação                   | Referência               |
| ------- | ------------------------------- | ------------------------ |
| Linné   | Classe Triandria, ordem Digynia | Species plantarum (1753) |